# Héctor Valdivielso Sáez
Héctor Valdivielso Sáez, también conocido como san Héctor Valdivielso o san Benito de Jesús (Buenos Aires, Argentina, 31 de octubre de 1910-Turón, España, 9 de octubre de 1934) fue un religioso y mártir argentino, del Instituto de los Hermanos de las Escuelas Cristianas —Hermanos de La Salle— ejecutado durante la Revolución de Asturias de 1934, previa a la guerra civil española. 
Fue el primer santo de la Iglesia Católica nacido en Argentina y el único desde su canonización en 1999 hasta el 16 de octubre de 2016 (ese día fue canonizado el cura José Gabriel del Rosario Brochero). Como miembro del Instituto fundado por san Juan Bautista de La Salle, nunca fue sacerdote, pues es una congregación religiosa cuyos miembros profesan votos pero no reciben el sacramento del orden sagrado. Forma parte del grupo de los Mártires de Turón, junto a otros siete Hermanos de las Escuelas Cristianas y un sacerdote pasionista.

## Biografía

### Nacimiento e infancia
Héctor Valdivielso nació en el Barrio de Boedo, Buenos Aires, Argentina, en 1910, siendo hijo de padres españoles, procedentes de La Bureba, en Burgos, España. El 26 de mayo de 1913 fue bautizado en la antigua iglesia de San Nicolás de Bari, (ciudad de Buenos Aires). Sus padres se mudaron a Briviesca, España en 1914.
Frecuentó la Escuela municipal y la de las Hijas de la Caridad. El 31 de agosto de 1922 ingresó, con su hermano José, en la cercana casa de Bujedo, aspirantado de los Hermanos de las Escuelas Cristianas. Se ofreció voluntario para realizar el noviciado menor en la casa misionera de Lembecq-lez-Hall, Bélgica, previa autorización de sus padres. El pensó que así podría ir pronto a su "patria Argentina", [cita requerida] como decía en una carta.[cita requerida]

### Religioso educador
En 1926 regresó a Bujedo para hacer el Noviciado, recibiendo el hábito el 6 de octubre y tomando el nombre de Benito de Jesús, como era costumbre en la época. Pronunció los primeros votos el 7 de octubre de 1927. Después estudió allí Magisterio. 
El 24 de agosto de 1929 fue destinado al colegio de Astorga, León. Allí se entregó a los grupos apostólicos del Colegio, como los «Tarsicios» y a trabajar como promotor de prensa.

### En Turón durante la revolución

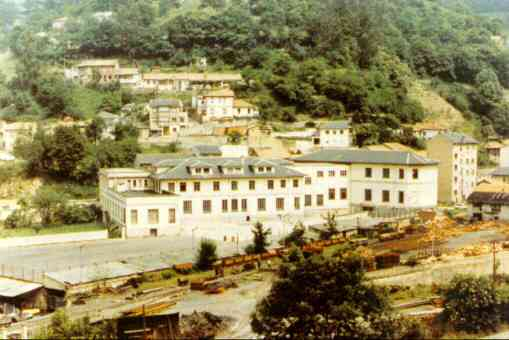
Vista general del Antiguo Colegio La Salle de Turón, donde san Héctor vivió su último año de vida (Asturias, España).

En 1933, el Hermano Benito de Jesús es destinado a Turón, en las Cuencas Mineras asturianas. Debido a las leyes de la II República española, tenía que pasar por profesor seglar, al menos de forma oficial y pública.
El 4 de octubre de 1934 dimite en pleno el gobierno de Ricardo Samper y el presidente de la República, Niceto Alcalá Zamora, confía la formación del nuevo gobierno a Alejandro Lerroux, jefe del Partido Radical. Al entrar en el gobierno elementos de la Confederación Española de Derechas Autónomas (CEDA), presididas por el político José María Gil-Robles, los grupos de izquierda amenazan con propagar una revolución, con el ideal de la revolución rusa de 1917 en el horizonte.
En Asturias, esa misma noche comienzan las luchas en Gijón, Pola de Lena y, sobre todo, Oviedo. Los mineros y obreros se lanzaron a la revolución, guiados por los Comités locales revolucionarios, formados por militantes socialistas y comunistas. Los sacerdotes y religiosos fueron considerados enemigos del pueblo y se dio orden de detenerlos a todos. En la retaguardia que suponían los valles mineros, y el de Turón entre ellos, se utilizaron los talleres de la mina para preparar material bélico. El colegio de los Hermanos estaba en el punto de mira, aunque muchos habitantes del pueblo, incluso revolucionarios, quisieron salvar a los religiosos en reconocimiento a la labor educativa que realizaban desde 1917.

### Muerte
Justo después de realizar los ejercicios espirituales anuales, el Hermano Benito de Jesús fue detenido junto a su comunidad y al capellán el 5 de octubre de 1934, mientras rezaban en la capilla. Todos fueron encarcelados y sometidos a juicio revolucionario en la Casa del Pueblo.
A pesar de que varios habitantes del valle intercedieron por los religiosos, san Héctor y su comunidad murieron fusilados cerca del cementerio de Turón, junto a otros presos políticos.
Héctor Valdivielso Sáez, el primer santo argentino, entregó su vida el 9 de octubre, el mismo día que comenzaba en su país el Congreso Eucarístico Internacional de 1934 que marcó un renacimiento del catolicismo argentino, un hito a partir del cual se inició una vida nueva de la Iglesia en Argentina, aumentaron las diócesis, crecieron las vocaciones, se construyeron nuevas parroquias y el laicado cobró conciencia de su importancia en la Iglesia.

## Beatificación y Canonización
Los cuerpos de los ocho Hermanos de La Salle fueron trasladados solemnemente a la iglesia del Monasterio de Santa María de Bujedo una vez neutralizada la revolución. Allí reposan aún, en la capilla dedicada a los mártires. Sin embargo, gran parte de las reliquias de San Héctor reposan en distintos centros educativos de La Salle en Argentina.
Fue beatificado el 29 de abril de 1990 por el papa Juan Pablo II y canonizado el 21 de noviembre de 1999. Fue la primera persona nacida en Argentina en ser elevada al honor de los altares.

## Escritos
Todos los escritos conservados de san Benito de Jesús están recopilados en el tomo Mártires de Turón: escritos, editados en Valladolid, España en 1999.

## Obras con su nombre
Hay en Argentina distintos espacios dedicados al primer santo del país, en particular una escuela de los Hermanos de las Escuelas Cristianas con el nombre de Héctor Valdivielso, ubicada en la ciudad de Malvinas Argentinas, Córdoba. La escuela está destinada a los niños y niñas de Malvinas, y zonas cercanas, preferentemente a aquellos que no tengan la posibilidad de acceder a otra institución educativa,  tiene nivel inicial (salas de 3, 4 y 5 años), escuela primaria (de primero a sexto grado), y en el 2017 se inauguró el primer año de secundaria. También ofrece cursos terciarios para que los habitantes de la zona tengan una mejor salida laboral en la ciudad. A la vez esta escuela forma parte del Centro Educativo La Salle Malvinas Argentinas.
En la localidad de Cafayate, provincia de Salta, Argentina, se encuentra la ermita, edificada por vecinos de la zona, dedicada a San Héctor Valvivielso Sáez.

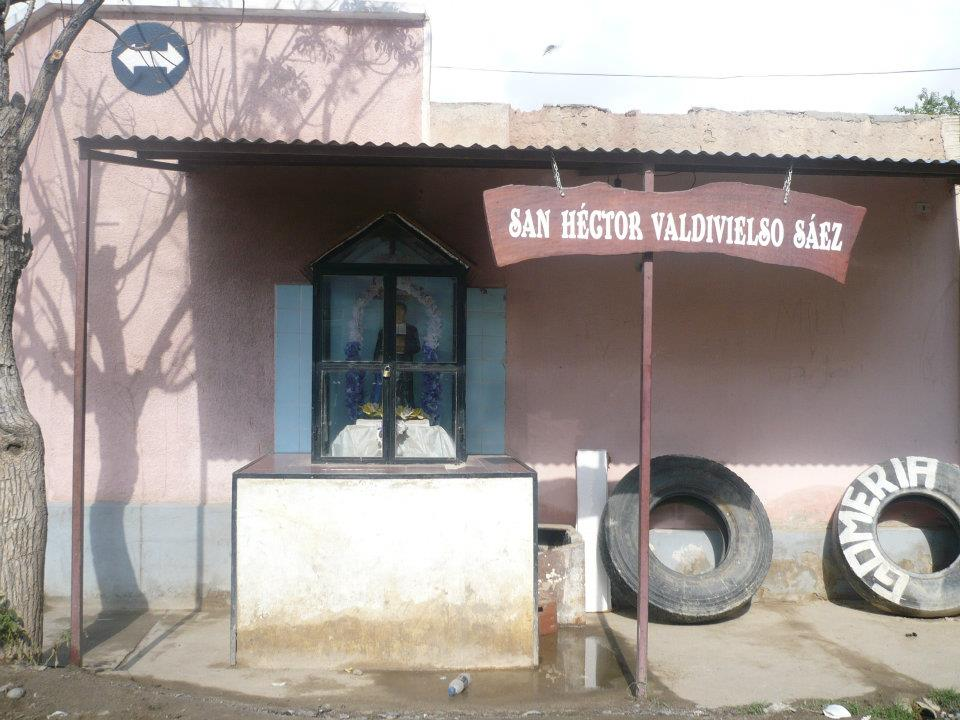
Santuario a San Héctor Valdivielso

En Corrientes Capital se encuentra edificada una capilla en honor a San Héctor Valdivielso desde 1998 perteneciente a la Parroquia Niño Jesús, desde 2016, y autorizado por Monseñor Andrés Stanovnik, la capilla también rinde honor a San Jose Gabriel del Rosario Brochero, "Cura Brochero". como nuevo Santo Patrono, formando así la "Comunidad de San Hector Valdivielso y Cura brochero", capilla de los SANTOS ARGENTINOS.